# Moon Knight (miniserie)
Moon Knight (titulada Caballero Luna en España) es una miniserie de televisión estadounidense creada por Jeremy Slater para el servicio de streaming, Disney+, basada en Marvel Comics, con el personaje, Caballero Luna. Es la sexta serie de televisión del Universo cinematográfico de Marvel (MCU) producida por Marvel Studios, compartiendo continuidad con las películas de la franquicia. Sigue a Marc Spector y Steven Grant, dos alters de un hombre con trastorno de identidad disociativo (TID), mientras se ven envueltos en un misterio que involucra a los dioses egipcios. La serie es producida por Marvel Studios, con Slater se desempeña como escritor principal con Mohamed Diab al frente del equipo de dirección.
Oscar Isaac interpreta a Marc Spector / Moon Knight y Steven Grant / Mr. Knight, dos alters de un hombre con trastorno de identidad disociativo, con May Calamawy, Karim El-Hakim, F. Murray Abraham, Ethan Hawke, Ann Akinjirin, David Ganly, Khalid Abdalla, Gaspard Ulliel, Antonia Salib, Fernanda Andrade, Rey Lucas, Sofia Danu, y Saba Mubarak también protagonizando. La serie se anunció en agosto de 2019, y Slater fue contratado en noviembre. Diab fue contratado para dirigir cuatro episodios de la serie en octubre de 2020, con el dúo de directores Justin Benson y Aaron Moorhead uniéndose en enero de 2021 para dirigir los otros dos. Se confirmó que Isaac protagonizaría en ese momento y usó diferentes acentos para diferenciar las diversas identidades de Spector. El rodaje tuvo lugar de abril a octubre de 2021, principalmente en Budapest, así como en Jordania, Eslovenia y Atlanta, Georgia.
Moon Knight se estrenó el 30 de marzo de 2022 y duró seis episodios, concluyendo el 4 de mayo. Forma parte de la Fase Cuatro del UCM. La serie recibió críticas positivas, con elogios particulares por las actuaciones (en particular, Isaac, Calamawy y Hawke), el tono más oscuro en comparación con las series anteriores del MCU y su interpretación del personaje con TID.
La serie recibió una gran aprobación por parte de la crítica como de la audiencia, elogiando sobre todo la actuación de Isaac, algunas anécdotas sobre la cultura egipcia y una buena historia de origen del personaje protagonista.

## Premisa
Marc Spector, un mercenario que sufre de un trastorno de identidad disociativo, se ve envuelto en un misterio mortal que involucra a dioses egipcios con sus múltiples identidades, como Steven Grant.

## Reparto
- Oscar Isaac como Marc Spector / Moon Knight, Steven Grant / Mr. Knight y Jake Lockley:
Un hombre con trastorno de identidad disociativo (TID),[4] cuyas identidades son personajes distintos,[5] y se diferenciaron en el guion por sus actitudes. Isaac optó por ir más allá al darles diferentes acentos.[6] Isaac disfrutó de poder hacer «algo realmente loco» con su interpretación, incluida la exploración de la mente compleja de Spector. Agregó que encarnar a cada uno de los diversos personajes fue un desafío técnico para él y requirió mucha energía.[7] Inicialmente, Isaac filmaba todo el material de un personaje y luego cambiaba al otro. Una vez que se sintió más cómodo y "controló" ambos, fue más fácil para él alternar entre los dos, a veces en el mismo momento.[8] Su hermano Michael Benjamin Hernandez sirvió como su doble, lo que le permitió a Isaac actuar contra alguien en escenas en las que tanto Marc como Steven se encuentran.[9] Para prepararse para el papel, Isaac leyó el libro de Robert B. Oxnam, A Fractured Mind, al que llamó su «biblia».[10]
  - Marc Spector es un judío-estadounidense mercenario que se convierte en el conducto del dios egipcio de la luna Jonsu.[4][11] Isaac usó su propio acento estadounidense para Spector,[6] y «se inclinó hacia este chico de Chicago que aleja a la gente» para su interpretación de Spector, llamándolo idiota.[11] El productor ejecutivo Kevin Feige describió a Spector como un héroe de acción «brutal»,[12][13] y dijo que la serie no dejaría de representar la violencia del personaje.[13] Carlos Sanchez y David Jake Rodriguez interpretan a Spector como un niño y un adolescente, respectivamente.[14]
  - Steven Grant es un empleado británico de una tienda de regalos, de buenos modales que se convierte en el Mr. Knight, la personalidad de Grant cuando es el conducto de Jonsu.[4][15] Isaac puso un acento británico de Londres para Grant que sugirió que era intencionalmente "extraño" y poco convincente.[6] Se inspiró en los acentos de la comunidad judía que vive en Enfield, Londres, así como comediantes ingleses como el presentador y actor, Karl Pilkington de la serie de comedia de viajes británica, An Idiot Abroad[16] y Peter Sellers.[17] Isaac agregó que Grant no tiene grandes habilidades sociales y está "anhelando la conexión". Grant tiene tensión con Spector cuando las dos personalidades se conocen por primera vez.[11] El Sr. Knight usa el conocimiento de Grant sobre el antiguo Egipto para ayudar a salir de los conflictos con ingenio y resolución de acertijos, que es un contraste al personaje de Moon Knight de Spector.[15]
  - Jake Lockley es un tercer alter más despiadado.[18] Lockley habla en español, e Isaac disfruta de poder aportar ese elemento de su propia vida al papel en lugar de simplemente "tratar de pagar el servicio a alguna idea que estaba en los cómics". Isaac notó que Lockley tiene algo "ominoso sobre él" y más control que Spector o Grant.[19] El escritor principal, Jeremy Slater creía que no estaba claro si Lockley tenía buenas intenciones o no, solo que tiene un acuerdo secreto con Jonsu que Spector y Grant desconocen, y parece estar "mucho más de acuerdo" con su misión.[20]
- May Calamawy como Layla El-Faouly / Scarlet Scrab: Una arqueóloga y aventurera,[21] quien es la esposa de Spector y sabe que él es Moon Knight.[22] El director principal, Mohamed Diab y su esposa Sarah Goher fueron "grandes campeones" con el personaje, ya que era ella la forma en que la serie representaba a Egipto.[23] Calamawy describió a su personaje como alguien con "mucha curación por hacer", que "se adentra más en sí misma" y "desarrolla más confianza en sí misma" al apoyar a Spector. Se inspiró en las mujeres de Oriente Medio, que "tienen una fuerza suave y sin pretensiones",[24] y evitó a las actrices occidentales, como Angelina Jolie, que había interpretado a la saqueadora de tumbas, Lara Croft.[25] Calamawy llamó a El-Faouly una luchadora callejera y quería que sus acrobacias reflejaran eso al hacer que fueran reaccionarias y no coreografiadas o limpias.[25] En el episodio final, El-Faouly se convierte en la versión MCU del Escarabajo Escarlata, el conducto temporal de la diosa egipcia Taweret;[26] este nombre fue revelado por Marvel.com después del final de la serie.[27][18] Diab señaló que por el momento no recibió su poderes del escarabajo, pero finalmente sintió que lo que el personaje representaba era más importante que su nombre.[18]
- Karim El-Hakim y F. Murray Abraham como Khonshu:
El dios de la luna egipcio, un marginado entre los dioses por librar una "guerra de un solo dios contra las injusticias percibidas", por lo que necesitaba encontrar y usa su conducto, Marc Spector.[15] Slater lo llamó una deidad "imperiosa y algo estirada y vengativa", que es propensa a las rabietas y está lidiando con sus propias inseguridades,[11] y agregó que estaba más interesado en una versión del personaje que tuviera "sus propias fallas y debilidades morales" en lugar de una que "siempre tuviera razón e impermeable a los errores". Abraham llamó a Khonshu "escandaloso" y "capaz de hacer cualquier cosa y salir de ella con encanto". Además, Abraham creía que Khonshu no era egoísta y estaba dispuesto a sacrificarse de la misma manera que exige el sacrificio de los demás.[28] El-Hakim proporcionó la interpretación del personaje en el set.[15] mientras que Abraham le da voz el personaje.[29]
- Ethan Hawke como Arthur Harrow:
Un fanático religioso y líder de culto asociado con la diosa egipcia Ammit que busca hacer justicia y juzgar basado en futuros crímenes.[30] Harrow era el conducto anterior de Khonshu antes de Spector.[22] Hawke trabajó junto con Isaac para concebir a Harrow como un opuesto a Spector, queriendo realizar acciones o emociones inversas a él,[31] y vio a Harrow como una mezcla entre un monje y un médico.[32] Hawke se inspiró para su actuación en el líder de la secta David Koresh,[33] el revolucionario cubano Fidel Castro, el Dalai Lama y escritor Leo Tolstoy, teleevangelista pentecostal, Jimmy Swaggart, y oficial nazi y médico Josef Mengele,[13] y el personaje de One Flew Over the Cuckoo's Nest (1975), Nurse Ratched,[31] además de cuestionar si el cofundador de Apple Inc., Steve Jobs era un "chico malo".[13] El psiquiatra Carl Jung también fue una inspiración,[34] particularmente cuando Hawke interpreta la versión de Harrow como médico psiquiatra.[35]
- Ann Akinjirin como Bobbi Kennedy: Una oficial de policía y seguidora del culto de Harrow.[36]
- David Ganly como Billy Fitzgerald: Un oficial de policía y seguidor del culto de Harrow.[36]
- Khalid Abdalla como Selim: El conducto de Osiris y líder del consejo de los dioses egipcios.[37]
- Gaspard Ulliel como Anton Mogart / Midnight Man: Un rico coleccionista de antigüedades que vive en Egipto y un viejo conocido de Layla.[38][39]
- Antonia Salib como Taweret: La diosa egipcia del parto y la fertilidad con cabeza de hipopótamo, que guía a las almas a través de la Duat. Salib proporciona la interpretación de voz y captura de movimiento para el personaje.[40]
- Fernanda Andrade como Wendy Spector: Madre de Marc y la esposa de Elias.[41]
- Rey Lucas como Elias Spector: Padre de Marc y el esposo de Wendy.[42]
- Sofia Danu y Saba Mubarak como Ammit:
La diosa egipcia del juicio encarcelada a quien Harrow planea liberar para lanzar su juicio preventivo sobre toda la humanidad. Danu ofrece la actuación en el set, mientras que Mubarak da voz al personaje.[43][44]

Shaun Scott recurre en la serie como la estatua viviente, Crawley. También como invitados especiales Lucy Thackeray y Alexander Cobb como los compañeros de trabajo de Grant, Donna y J.B., respectivamente, Díana Bermúdez interpreta a Yatzil, el conducto de la diosa egipcia del amor Hathor, Declan Hannigan como el conducto del dios egipcio del parentesco Horus, Hayley Konadu como el conducto de la diosa egipcia de la humedad Tefnut, Nagisa Morimoto como el conducto de la diosa egipcia de la luna Isis, Loic Mabanza interpreta al guardaespaldas de Mogart, Bek, Joseph Millson como el Dr. Steven Grant de la película ficticia Tomb Buster, mientras que Bill Bekele interpreta a su joven asistente Rosser, Claudio Fabian Contreras como el hermano menor de Spector, Randall, y Usama Soliman como el padre de Layla, Abdallah El-Faouly.

## Episodios
| N.º | Título                                                                            | Dirigido por                   | Escrito por                                                                                         | Fecha de lanzamiento original |
| --- | --------------------------------------------------------------------------------- | ------------------------------ | --------------------------------------------------------------------------------------------------- | ----------------------------- |
| 1 | «The Goldfish Problem» «El problema con el pez dorado / El problema del pececito» | Mohamed Diab                   | Jeremy Slater                                                                                       | 30 de marzo de 2022           |
| Steven Grant trabaja en la National Art Gallery en Londres donde espera convertirse en guía turístico utilizando sus conocimientos del Antiguo Egipto. Después de irse a dormir una noche, se despierta en los Alpes austríacos y es testigo de una reunión de culto dirigida por Arthur Harrow, quien exige un escarabajo que Grant, sin saberlo, tiene en su poder. Mientras intenta escapar, sufre varios desmayos y escucha una voz misteriosa en su cabeza antes de despertar en su casa. Grant se da cuenta de que han pasado dos días desde que se fue a dormir. Encuentra un teléfono oculto y una tarjeta de acceso en su apartamento y recibe una llamada del número más frecuente en el registro de llamadas del teléfono, una mujer llamada Layla que se dirige a él como Marc. Al día siguiente en el trabajo, Grant se enfrenta a Harrow, quien le revela que es un sirviente de la diosa egipcia Ammit. Grant escapa de Harrow, pero se ve obligado a permanecer solo en el trabajo esa noche para compensar el retraso. Harrow convoca a una criatura parecida a un chacal para atacar a Grant, pero su "reflejo" le pide tomar el control de su cuerpo. Grant está de acuerdo y se transforma en un guerrero encapuchado que mata al chacal. |                                                                                   |                                | |                               |
| 2 | «Summon the Suit» «Dame el control / Invoca el traje»                             | Justin Benson & Aaron Moorhead | Michael Kastelein                                                                                   | 6 de abril de 2022            |
| Se culpa a Grant por el daño causado por la criatura chacal, debido a que no aparece en las cámaras de seguridad del museo, y es despedido. Utiliza la tarjeta de acceso para acceder a un minialmacén donde encuentra el escarabajo. Habla con su "reflejo", otra identidad en el cuerpo de Grant que se presenta como el mercenario estadounidense Marc Spector, el avatar actual del dios egipcio de la luna Khonshu. Grant se enfrenta a Layla, la esposa de Spector, que desconoce la existencia de Grant, antes de ser arrestado por agentes de policía que trabajan para Harrow. Harrow revela que él era el avatar anterior de Khonshu hasta que decidió seguir a Ammit. Explica que quiere usar el escarabajo para encontrar la tumba de Ammit y resucitarla para que pueda purgar a la humanidad del mal, eliminando a todos los que han cometido o cometerán malas acciones. Layla rescata a Grant, pero Harrow convoca a otra criatura chacal. Grant logra convocar su propio traje para luchar contra el chacal, pero es dominado y permite que Spector tome el control. Spector mata al chacal pero pierde el escarabajo ante Harrow. Khonshu amenaza con reclamar a Layla como su próximo avatar si Spector no logra detener a Harrow.         |                                                                                   |                                | |                               |
| 3 | «The Friendly Type» «Alguien amistoso / Un tipo afable»                           | Mohamed Diab                   | Beau DeMayo y Peter Cameron & Sabir Pirzada                                                         | 13 de abril de 2022           |
| Harrow y sus seguidores descubren la ubicación de la tumba de Ammit en el desierto egipcio. En El Cairo, Spector y Grant experimentan apagones mientras siguen una pista hasta la ubicación de Harrow. Después de no poder obtener información, Khonshu convoca un consejo entre sus compañeros dioses egipcios y sus avatares para advertirles sobre los planes de Harrow, pero Harrow niega con éxito la acusación. El avatar de Hathor, Yatzil, le dice a Spector que encuentre el sarcófago de un medjay que conocía la ubicación de la tumba de Ammit. Layla encuentra a Spector y lo lleva a reunirse con Anton Mogart, un conocido propietario del sarcófago. Harrow llega y lo destruye, lo que obliga a Spector, Grant y Layla a luchar contra los hombres de Mogart y escapar al desierto. Grant reúne algunos de los fragmentos del sarcófago en un mapa estelar, pero tiene dos mil años de antigüedad. Khonshu usa sus poderes para hacer retroceder brevemente el cielo nocturno a la noche correcta, lo que permite a Grant y Layla encontrar la tumba de Ammit. Los otros dioses encarcelan a Khonshu en un ushabti por esto, dejando el cuerpo de Grant y Spector sin los poderes de Khonshu.                                                |                                                                                   |                                | |                               |
| 4 | «The Tomb» «La tumba»                                                             | Justin Benson & Aaron Moorhead | Alex Meenehan y Peter Cameron & Sabir Pirzada                                                       | 20 de abril de 2022           |
| Grant y Layla encuentran un campamento desierto en la ubicación de la tumba de Ammit, que es un laberinto con la forma del Ojo de Horus. Descubren que algunos de los hombres de Harrow han sido asesinados por sacerdotes egipcios no muertos, quienes luego atacan a Grant y Layla. Layla derrota a los sacerdotes pero se encuentra con Harrow, quien afirma que Spector fue uno de los mercenarios que asesinó a su padre arqueólogo, Abdallah El-Faouly. Grant encuentra la tumba y descubre que el último avatar de Ammit fue Alejandro Magno; recupera el ushabti de Ammit del interior del cuerpo de Alexander. Layla se enfrenta enojada a Spector, quien revela que su compañero mató al padre de Layla y al propio Spector antes de que Khonshu reviviera a Spector como su avatar. Harrow llega y dispara a Spector, quien se despierta en un hospital psiquiátrico poblado por personas de su vida. Después de escapar de Harrow, quien aparece como terapeuta en el hospital, Spector encuentra a Grant en un cuerpo separado atrapado en un sarcófago. También ven un segundo sarcófago con alguien más atrapado dentro antes de ser recibido por una figura femenina con cabeza de hipopótamo.                                                |                                                                                   |                                | |                               |
| 5 | «Asylum» «El psiquiátrico»                                                        | Mohamed Diab                   | Rebecca Kirsch y Matthew Orton                                                                      | 27 de abril de 2022           |
| La mujer con cabeza de hipopótamo es la diosa egipcia Taweret, quien explica que Spector y Grant están muertos y que el "hospital psiquiátrico" es un barco que navega a través de la Duat, el inframundo egipcio. Ella pesa sus corazones en la Balanza de la Justicia para determinar si pueden entrar al Campo de Juncos, pero los corazones están desequilibrados por recuerdos ocultos que sugiere que exploren juntos. Grant ve un recuerdo del hermano menor de Spector, Randall ahogándose y la madre de Spector culpándolo por ello, mientras Spector le muestra a Grant cómo se convirtió en el avatar de Khonshu mientras estaba en una misión con su compañero, Bushman, que asesinó al padre de Layla. Spector y Grant convencen a Taweret para que los ayude a regresar al mundo de los vivos para poder detener a Harrow, y ella dirige el barco hacia las Puertas de Osiris. Spector explica a regañadientes que, sin saberlo, creó a Grant como resultado del abuso de su madre. Grant y Spector se reconcilian, pero sus balanzas no logran equilibrarse y espíritus hostiles los atacan, arrastrando a Grant a la Duat, donde se convierte en arena. La balanza se equilibra y Spector se encuentra en el Campo de Juncos.                 |                                                                                   |                                | |                               |
| 6 | «Gods and Monsters» «Dioses y monstruos»                                          | Mohamed Diab                   | Historia por: Danielle Iman y Jeremy Slater Guion de: Jeremy Slater y Peter Cameron & Sabir Pirzada | 4 de mayo de 2022             |
| Harrow mata a los avatares de los otros dioses egipcios y libera a Ammit. Layla encuentra el ushabti de Khonshu y lo libera. Spector se niega a quedarse en el Campo de Juncos y regresa a la Duat para rescatar a Grant. Con la ayuda de Taweret, escapan a través de las Puertas de Osiris y despiertan en su cuerpo. Khonshu vuelve a vincularse con ellos y restaura sus poderes. Layla descubre que Ammit puede volver a estar vinculado por múltiples avatares y acepta convertirse en el avatar temporal de Taweret. Se unen a Spector, Grant y Khonshu para luchar contra Harrow y Ammit. Harrow domina a Spector y Grant, pero experimentan un apagón durante el cual de alguna manera derrotan a Harrow. Spector y Layla sellan a Ammit en el cuerpo de Harrow, encarcelándola, y Khonshu insta a Spector a ejecutar a Harrow y Ammit. Spector se niega y ordena a Khonshu que los libere a él y a Grant de su servicio. El par se encuentra en el "hospital", donde rechazan la visión y eligen continuar su nueva vida protegiendo al mundo. En una escena de mitad de los créditos, Harrow y Ammit son asesinados por Jake Lockley, el tercer alter ego de Spector, que todavía trabaja con Khonshu.                                             |                                                                                   |                                | |                               |

## Producción

### Desarrollo
El personaje Marc Spector / Moon Knight iba a ser presentado en la planeada segunda temporada de Blade: The Series antes de su cancelación en septiembre de 2006. Una posible serie derivada del personaje también había estado en desarrollo. En octubre de 2006, Marvel Studios se asoció con No Equal Entertainment para producir una serie de televisión de acción en vivo centrada en Moon Knight. En 2008, Marvel contrató al escritor Jon Cooksey para desarrollar la serie, pero no se materializó.
James Gunn, el escritor y director de las películas Guardianes de la Galaxia de Marvel, dijo en enero de 2017 que había presentado una película de Moon Knight a Marvel, pero que no tenía tiempo para trabajar en el proyecto, más tarde dijo que había mencionado la idea de pasada al presidente de Marvel Studios, Kevin Feige y a varios otros, pero que no tenía un pitch completo para una película de este tipo como habían indicado los informes sobre sus comentarios iniciales. El presidente de Marvel Studios, Kevin Feige, confirmó en abril de 2018 que estaba comprometido a presentar Moon Knight al UCM, pero cuestionó: "¿Eso significa dentro de cinco años, dentro de 10 años, dentro de 15 años?"
En agosto de 2019, Marvel Studios anunció en la conferencia D23 que se estaba desarrollando una serie basada en Moon Knight para el servicio de streaming, Disney+. Ese noviembre, Jeremy Slater fue contratado para servir como escritor principal y productor ejecutivo de la serie, que consta de seis episodios de 40 a 50 minutos. El director egipcio Mohamed Diab  estaba programado para dirigir cuatro episodios en octubre de 2020, así como productor ejecutivo. Marvel se había acercado a él "de la nada" para presentar un pitch para Moon Knight, que incluye la mitología egipcia y los personajes con los que se asocia al superhéroe en los cómics. Diab y su esposa, la escritora y productora Sarah Goher, elaboraron un documento de 200 páginas que describe su visión de la serie, que incluía su intención de representar a Egipto y al pueblo egipcio de una manera más positiva de lo que creían que se había hecho en producciones anteriores de Hollywood. Diab explicó que las películas y series estadounidenses a menudo usaban estereotipos orientalistas, como retratar a los egipcios como exóticos "guías y vagabundos del desierto" o ignorar el hecho de que las pirámides de Guiza están al lado de una moderna ciudad. Quería retratar a los egipcios como "seres humanos normales" y a Egipto como un "lugar normal" como la América moderna, al mismo tiempo que contrataba a otros tripulantes egipcios para trabajar en la serie. Agregó que la serie sería "dura, seria y sobre grandes temas" como muchos de sus largometrajes anteriores. En enero de 2021, el dúo de directores Justin Benson y Aaron Moorhead se unió a la serie para dirigir los otros dos episodios, trabajando junto a Diab para garantizar un enfoque coherente de la serie. Feige, Louis D'Esposito, Victoria Alonso, Brad Winderbaum y Grant Curtis de Marvel Studios también son productores ejecutivos junto con la estrella, Oscar Isaac, con Goher como productor asesor, y Nick Pepin como director de producción y desarrollo de la serie. El presupuesto de la serie fue de 147,9 millones de dólares.
En febrero de 2021, Feige declaró que algunas de sus series, como She-Hulk y Moon Knight, se estaban estructurando de una manera que podría adaptarse a temporadas futuras, a diferencia de series como WandaVision (2021) que se desarrollaron como limitadas eventos que conducen a largometrajes. Un año después, Isaac se refirió a Moon Knight como una serie limitada, mientras que Diab no estaba seguro de si la serie continuaría.

### Guion
Michael Kastelein, Beau DeMayo, Peter Cameron, Sabir Pirzada, Alex Meenehan, Rebecca Kirsch, Matthew Orton y Danielle Iman se desempeñan como escritores de la serie, con un arqueólogo especializado en tumbas egipcias que consulta con los escritores. Feige comparó la serie con la franquicia de Indiana Jones mientras exploraba la egiptología, dos aspectos que fueron una gran parte del pitch de Slater dado que quería contar una "historia oscura y compleja" mezclada con "grande, divertida, sobrenatural, magia al estilo de Amblin". Slater dijo que quería que la serie tuviera un tono similar a Raiders of the Lost Ark (1981) y Ghostbusters (1984), y traer algunos aspectos de terror y monstruos al UCM. Quería superar los límites de lo oscura que podía ser una serie de Marvel, algo que Feige y Marvel Studios apoyaron. Feige dijo que había una clara diferencia de tono entre Moon Knight y las otras series de Marvel Studios y Disney+ estrenadas en ese momento, y agregó que el estudio trabajó con Disney+ para superar los límites de la brutalidad de Moon Knight que podían presentar en la serie.
Feige dijo que la enfermedad mental de Spector era un aspecto único de la serie, que se centra principalmente en su trauma psicológico. El Dr. Paul Puri, psiquiatra certificado por la junta y profesor clínico asistente en UCLA, se desempeñó como consultor de la serie con respecto a sus representaciones de enfermedades mentales. Diab advirtió que aunque los creativos eran respetuosos con el trastorno de identidad disociativo (TID), la serie todavía existe en un mundo ficticio y sobrenatural y algunos elementos estaban "sobredramatizados". Sugirió usar reflejos para representar las escenas de conversación entre Grant y Spector, que se convirtió en un tema recurrente de Moon Knight. La serie se basa en las interpretaciones más modernas del personaje en los cómics con respecto al TID de Spector, en el que Spector pierde el sentido del tiempo cuando cambia entre sus diversas personalidades. Los créditos finales de cada episodio tienen un mensaje que anima a los espectadores a visitar el sitio web del National Alliance on Mental Illness para obtener más información sobre el TID. La carrera de Jeff Lemire y Greg Smallwood en los cómics sirvieron de inspiración. El productor ejecutivo Grant Curtis señaló que la serie exploró la identidad y "encontrar el verdadero yo", y agregó que Spector buscaría "reconciliar partes de [su] pasado, presente y futuro potencial con las que no necesariamente está de acuerdo". Isaac creía que la serie sería "experiencial" para que los espectadores se conectaran con "el horror psicológico de no saber qué está pasando y las lentas revelaciones de la verdad" que surgieron al interpretar a los personajes con trastorno de identidad disociativo (DID). Slater agregó que los creativos tomaron en serio la descripción de la salud mental de la serie, investigaron el trastorno y apuntaron a que Moon Knight tuviera una representación y un mensaje positivos con respecto a la salud mental.
Slater dijo que la serie no presentaría en gran medida los aspectos de Moon Knight en los cómics donde tenía un estilo de vida de playboy filántropo, ya que esa versión del personaje había sido comparada con el personaje de DC Comics, Batman que no era una comparación que Slater quisiera hacer. Slater agregó que explorar la salud mental del personaje le permitió ser más que "un clon de Batman cambiado de paleta", y agregó que Moon Knight era "su propio mayor enemigo en muchos sentidos". En su lugar, optó por sacar del "pasado de caza de monstruos" del personaje de los cómics. Isaac creía que Moon Knight era el "primer estudio legítimo de personajes de Marvel" desde Iron Man (2008), y Curtis agregó que Spector era como Stark para Marvel Studios en el sentido de que podía "construirse desde cero". Steven Grant es el foco de la serie en los primeros episodios a diferencia de Spector, quien es el alter principal de los cómics. Al investigar cómics anteriores para la serie, Slater descubrió que siempre disfrutó de Moon Knight, pero no le gustaba Spector ya que "no era necesariamente el personaje más fácil de amar". Pudo acercarse más fácilmente a un arquetipo de personaje como Grant y "cómo hacer que [la audiencia] se enamore de ese personaje", por lo que reenfocó la serie para que fuera "una especie de extraño programa de amigos" donde Spector podría servir como el protector de Grant para asegurarse de que tuviera un final feliz. Al principio del desarrollo, Steven Grant era la personalidad que se convirtía en Moon Knight, mientras que Spector habría sido el Sr. Knight, pero finalmente se invirtieron. La existencia del tercer alter, Jake Lockley, se insinúa a lo largo de la serie antes de aparecer en la escena de los créditos intermedios del episodio final. Slater notó que todos los creativos trabajaron para encontrar el equilibrio adecuado de cuántas pistas abiertas dejar sobre Lockley, y decidió enfocarse en los espectadores que no estaban familiarizados con el personaje de los cómics y crear un misterio satisfactorio para ellos. Cada uno de los directores trabajó con sus directores de fotografía para encontrar momentos en los episodios anteriores que pudieran ser "confusión" donde Lockley pudiera entrar y salir. Por ejemplo, cuando Grant regresa en el primer episodio de la persecución del camión de las magdalenas, una toma de un espejo muestra apenas un tercer reflejo.
Marlene Alraune, el interés amoroso de Spector en los cómics, no se incluyó porque era la "damisela en apuros prototípica" que se ve en muchos cómics antiguos. Slater sintió que cualquier personaje femenino principal necesitaba ser un personaje tipo Marion Ravenwood, de Indiana Jones, que pudiera "ir cara a cara con los chicos". Esto condujo a la creación del personaje Layla El-Faouly, originalmente llamado Zayna Faoul, alguien que tenía "un pie en su herencia egipcia y un pie en el mundo de los mercenarios". Diab presionó para que el personaje fuera egipcio, y Slater agregó que si hubiera sido un personaje blanco junto a Spector, también tradicionalmente un personaje blanco en los cómics, se habrían encontrado con "tropos de salvadores blancos y algunos de los extraños problemas del imperialismo y el colonialismo" con los que se han enfrentado países como Egipto. Durante el desarrollo, se decidió darle superpoderes al personaje, y los creativos tomaron el nombre del primer héroe egipcio de los cómics, Escarabajo Escarlata, para dárselo. Diab señaló que no había conectado a El-Faouly con ese personaje de los cómics.
Los antagonistas de la serie son Arthur Harrow y la diosa egipcia Ammit, dos villanos menos conocidos de la historia de los cómics de Moon Knight. Slater dijo que hubo "mucho ensayo y error" al elegir a los villanos, y señaló que el villano más "lógico" que se podía usar era Bushman, el villano más famoso de Moon Knight, ya que tiene un vínculo directo con los orígenes del personaje. Sin embargo, al tratar de incluir al personaje en la serie, Slater solo lo vio como "un tipo con un arma, lo que lo hacía demasiado peligroso para enfrentarse a Steven Grant" y para resolver eso, tendrían que darle superpoderes; esto también resultó ser un desafío porque Slater no pudo encontrar "suficientes bienes raíces" para que Bushman tuviera "una conexión emocional real con la historia" mientras evitaba los tropos racistas que el personaje presentó durante años, y porque se sentía demasiado al villano Killmonger de Black Panther (2018). Los escritores luego decidió crear un villano original para la serie, Harrow, vinculándolo con el pasado de Spector y Grant al hacer que fuera un antiguo avatar de Khonshu, y a pesar de ser un personaje con un nombre similar, pero diferente en los cómics, eligió el nombre "Arthur Harrow" porque "sonaba genial". Los comentaristas también creían que Harrow incluía elementos de otros personajes de Moon Knight como el Sun King, y Morning Star.
Los elementos sobrenaturales inspirados en los cómics incluyen varios dioses egipcios, uno de los cuales, Khonshu, manipula a Spector de una manera que se basa en su relación "tóxica" de los cómics. La serie está ambientada en el MCU a principios de 2025, pero no tiene conexiones explícitas con otras partes de la MCU, con algunas referencias planificadas a las acciones de Gorr de Thor: Love and Thunder (2022) eliminadas durante el proceso de escritura. Slater dijo que esto se hizo porque no encajaban naturalmente en la serie y porque no estaba claro durante el desarrollo cuándo se estrenaría la serie en relación con esa película. Esta es también la razón por la cual su lugar en la línea de tiempo de MCU se dejó vaga. También hubo discusiones sobre la inclusión de Dane Whitman, con Steven Grant trabajando en el mismo museo que él, pero Slater declaró que "nunca hubo una razón lógica para que él estuviera en el programa", ya que no habría progresado en su historia de  Caballero Negro. Los Eternos, Kingo y Makkari también estaban planeados para aparecer durante una secuencia de flashback que muestra la caída de Ammit y la muerte de Alejandro Magno. Los creativos también consideraron las implicaciones presupuestarias de agregar otras estrellas a la serie y decidieron que era mejor gastarlo en los efectos visuales de la serie y otras áreas de producción. Diab agregó que encontraron que la historia era "tan psicológicamente complicada" e intrigante que no necesitaban las "muletas" de las referencias de MCU. Isaac dijo que "lo más importante de Moon Knight era una verdad emocional sobre el viaje que estaba sucediendo" en lugar de sus lazos con la trama del MCU. Está ambientado parcialmente en Londres, en lugar de en la ciudad de Nueva York como los cómics, para diferenciar la serie de los otros proyectos de MCU ambientados en esa ciudad.

### Casting
En octubre de 2020, Oscar Isaac entró en negociaciones para el papel principal de Marc Spector, y se dice que fue elegido en enero de 2021; Marvel Studios confirmó oficialmente el casting en mayo. Isaac inicialmente dudaba en unirse al papel, ya que desconfiaba de unirse a otra franquicia después de experimentar cuánto tiempo y esfuerzo se requirió para filmar la trilogía secuela de Star Wars. Aceptó el papel después de investigar más sobre DID y quedar fascinado con la caracterización de Grant para la serie, además de recibir la libertad creativa de Feige. Richard Newby, de The Hollywood Reporter, sintió que los recientes papeles importantes de Isaac podrían atraer a un público que no está familiarizado con el personaje de la serie, y que su origen étnico latino podría permitir un examen de la fe desde diferentes perspectivas, en lugar de que el personaje sea representado como un judío caucásico en los cómics. Isaac confirmó más tarde que Spector sería retratado como judío-estadounidense en la serie.
En enero de 2021, May Calamawy fue elegida para el "papel clave" de Layla El-Faouly, y Ethan Hawke fue elegido como Arthur Harrow, el villano principal de la serie. Isaac inicialmente se había acercado a Hawke para unirse a la serie, y Diab le pidió a Hawke que no leyera los guiones antes de firmar porque quería desarrollar el personaje con el actor. Diab estaba agradecido de que Hawke confiara en él y en Isaac lo suficiente como para unirse a ellos sin ver los guiones, lo que Hawke dijo que no había hecho en 35 años. Hawke dijo que se unió a la serie basándose en dónde sentía que estaba en su carrera como actor y debido a la participación de Isaac y Diab. Disfrutó de la libertad creativa que acompaña a la serie que cuenta una historia menos conocida. Gaspard Ulliel se unió al elenco en julio de 2021 como Anton Mogart / Midnight Man. en uno de sus últimos papeles antes de su muerte en enero de 2022. F. Murray Abraham se reveló como la voz de Khonshu en febrero de 2022, fue contactado para el papel; Karim El Hakim proporcionó la interpretación del personaje en el set. Ann Akinjirin y David Ganly también interpretan a los agentes de policía y a los seguidores de Harrow, Bobbi Kennedy y Billy Fitzgerald, respectivamente, mientras que Khalid Abdalla interpreta al avatar de Osiris, y Antonia Salib interpreta a la diosa egipcia Taweret. Sofia Danu y Saba Mubarak fueron las intérpretes en el set y la voz de la Diosa egipcia Ammit, respectivamente.
Se reveló que Lucy Thackeray interpretaría a Donna en el avance de la serie, lanzado en enero de 2022. Se revelaron actores adicionales antes del estreno de la serie en marzo, incluido Rey Lucas como Elias Spector, el padre de Marc y Steven, Fernanda Andrade como Wendy Spector, la madre de Marc, Saffron Hocking como Dylan, Shaun Scott como Crawley, y Diana Bermúdez como Yatzil. Otras estrellas invitadas incluyeron a Alexander Cobb como J.B., Declan Hannigan como el avatar de Horus, Hayley Konadu como el avatar de Tefnut, Nagisa Morimoto como el avatar de Isis, Loic Mabanza como Bek, Joseph Millson como el Dr. Steven Grant, Bill Bekele como Rosser, Claudio Fabian Contreras como el hermano menor de Spector, Randall, y Usama Solimán como el padre de Layla, Abdallah El-Faouly. La mayoría de los papeles egipcios menores fueron para actores egipcios, incluidos los que viven en Budapest, como Ahmed Dash, Hazem Ehab, Amr Elkady y Zizi Dagher.

### Diseño

#### Sets
Stefania Cella se desempeña como diseñadora de producción, trabaja con egiptólogos y un director de arte supervisor egipcio para garantizar la precisión histórica en sus decorados. Trabajó meticulosamente en los detalles más pequeños para darle realismo a los decorados. Su set de la Cámara de los Dioses tenía tres pisos de altura y estaba decorado con jeroglíficos amarillos relacionados con la divinidad, y el set de la Cámara funeraria también presentaba jeroglíficos y agua y superficies reflectantes para representar los temas de dualidad e identidad de la serie. El apartamento del ático de Grant se construyó para parecerse a las pirámides, mientras que la residencia de Harrow se hizo al estilo de una comuna en la parte de Spitalfields/astillero de Londres. El decorado de la mansión de Mogart incluía dos pirámides de cristal inspiradas en el Louvre que se construyeron para el rodaje. También se construyeron dos conjuntos de bloques de viviendas egipcios. El hospital de la Duat fue diseñado en base a la combinación de la iconografía de los hospitales y el espacio privado de Harrow en el segundo episodio. Se usó el mismo escenario, se quitaron los apósitos para la comuna y luego se pintó de blanco, ya que Cella pensó que la mejor manera de representar la percepción de la realidad de Spector era usar la misma ubicación y, en cambio, convertirla en parte del hospital en la conciencia de Spector. Usó el color blanco porque sintió que estaba asociado con "higiene, operación y batas" y también pensó que "es el color de «¿Estoy allí o no estoy allí?» Porque a veces es el espacio en blanco y luego es el paraíso", lo que ella pensó que ayudó a contribuir a la historia.

#### Vestuario
Meghan Kasperlik se desempeña como diseñadora de vestuario. Diab quería que los disfraces tuvieran muchos símbolos e iconografía egipcios, y Kasperlik encontró formas de incluir "esas sutilezas, pero aún representando la cultura egipcia actual y también los símbolos del antiguo Egipto del pasado". Ella también trabajó con Cella para garantizar que los mismos símbolos de los decorados se incorporaran al vestuario.
El vestuario de Grant estaba destinado a evocar la "genialidad" de Brixton pero con algunos elementos "apagados", con Kasperlik buscando camisas antiguas en Nueva York para el personaje, y luego incorporando un "zapato más tosco para pesar a este personaje" y un abrigo de trabajo. Spector tiene un "look desértico con un traje táctico, utilitario y más ligero". También tiene una sudadera con capucha y un chaleco con múltiples funciones que presagiaban el efecto de capa de Moon Knight. Los disfraces de Arthur Harrow son "similares a los de un monje" inspirados en líderes de culto de la vida real, mientras que El-Faouly tiene un estilo más atlético con influencias de El Cairo y Londres. Harrow tiene la oración de muerte de Ammit inscrita en su pulsera, mientras que los toques egipcios de El-Faouly se presentan sutilmente en sus joyas. El-Faouly también tiene adelantos a lo largo de la serie que insinúan que se convertirá en Scarlet Scarab, como que sus pantalones tienen el mismo estampado que cuando usa el traje Scarlet Scarab. La mayoría de los disfraces de El-Faouly fueron hechos a la medida, a pesar de su apariencia contemporánea.
El traje de Moon Knight consta de una armadura y vendajes del Antiguo Egipto, con símbolos similares a jeroglíficos en su capa, que cuentan con el juramento de Khonshu y tienen un patrón repetitivo en el subrayado en una tela similar a papel de aluminio. La cresta de la luna en su pecho, desde la cual genera sus dardos crecientes, también contiene el juramento de Khonshu, mientras que jeroglíficos adicionales en sus pantalones dicen "Levántate y vive de nuevo como mi puño de venganza. Mi Caballero de la Luna". Su diseño de vendaje de momia se basa en la versión Universe X del personaje de los cómics, y fue diseñado para evocar a Spector, dándole una cualidad sobrenatural y ayudando para diferenciarlo de los trajes de héroe de formación similar en el MCU que usan nanotecnología. Feige sugirió tomar el diseño del vendaje y combinarlo con el diseño más moderno del personaje en los cómics. Al final, optó por separar el disfraz en muchas capas y no convertirlo en una pieza moldeada con la pieza y textura en la parte superior, ya que quería incorporar el simbolismo de Khonshu en su diseño. El traje Moon Knight fue creado por FBFX en Londres y constaba de más de 803 piezas diferentes.
Para el Mr. Knight, Kasperlik creó un traje de tres piezas basado en su diseño en los cómics, con varios homenajes a Khonshu en el diseño. Agregó zapatillas diseñadas para modernizar el look. Los botones de su chaleco muestran los símbolos de Khonshu. También quería elegir una tela que no fuera plana, blanca, tendría una textura y no se "soplaría" durante el rodaje nocturno ni se vería como "un malvavisco blanco corriendo por la pantalla", eligiendo una tela texturizada blanco sobre blanco con un lamé plateado. La lógica detrás de los diseños de los trajes Moon Knight y Mr. Knight se inspiró en quién era cada identidad, qué aman y su imaginación. Con Grant "completamente alejado del mundo de los superhéroes", invoca un disfraz que se asemeja a un traje como el Mr. Knight. Tanto el traje de Moon Knight como el de Mr. Knight contenían el símbolo de Khonshu.
Los disfraces de Khonshu, Taweret y Ammit se hicieron para cada personaje, a pesar de que cada uno de ellos son personajes CGI. Para crear el disfraz de Khonshu, Kasperlik leyó cómics anteriores e investigó varios tipos de telas y cómo podía hacerlo andrajoso. Usó seis tipos diferentes de telas, todas cosidas a mano y estiradas para que el actor pudiera usarlas cómodamente. Se agregaron un collar de cuero personalizado y tiras de cuero sobre el área del pecho para enfatizar su símbolo, mientras que un cinturón, que fue esculpido y moldeado, también rodea su cintura. Las piezas prácticas del vestuario para Taweret consistían de un escarabajo, coraza, brazaletes de oro, "varias capas de plumas que se desplegaban" y jeroglíficos tallados en varios elementos, con Salib llamando a Taweret "una diosa muy de moda". Salib también usó zapatos de plataforma para imitar los pies de un hipopótamo, así como un poste de captura de movimiento para ayudar a la altura adicional del personaje. Dado que Taweret es la diosa del parto y la fertilidad, su tocado presenta el parto danza y oración del antiguo Egipto, que era una réplica de una obra de arte egipcia. Gran parte de su traje fue construido por trabajos de cuero y orfebres internos. Tanto Khonshu como Taweret tenían sus oraciones y juramentos incorporados en los diversos simbolismos de sus disfraces.

#### Títulos
La secuencia de título principal de la serie fue diseñada por Perception. Los créditos finales de cada episodio presentaban una nueva fase de la luna, comenzando con una luna creciente en el primer episodio y progresando hacia una luna llena con cada episodio subsiguiente.

### Rodaje
Se esperaba que el rodaje comenzara en marzo de 2021, y se confirmó que estaba en marcha a fines de abril en Hungría. La serie fue filmada bajo el título provisional, Good Faith (en español: «Buena fe»)}}, con Diab dirigiendo el primero, el tercero y los dos últimos episodios y Benson y Moorhead dirigiendo el segundo y el cuarto. Moorhead explicó que a él y a Benson se les "entregó" el segundo y el cuarto episodios para que los dirigieran, en parte por razones logísticas, pero también porque cada uno de los episodios fue diseñado para tener "su propia voz", aunque los primeros dos episodios se conectan un poco más el uno del otro porque los creativos todavía estaban "descifrando la producción" en ese momento. Continuó diciendo que la ubicación del cuarto episodio era "muy propia", lo que permitió al dúo "acordonarse un poco", mientras que los dos episodios finales son "su propia voz entre sí y del resto de los episodios". Gregory Middleton como director de fotografía de Diab y Andrew Droz Palermo como director de fotografía de Benson y Moorhead. El trabajo de escenario se llevó a cabo en Origo Studios en Budapest. Anteriormente se esperaba que el rodaje comenzara el 16 de noviembre de 2020 con una duración de 26 semanas, pero se pospuso debido a la pandemia de COVID-19. El rodaje comenzó a fines de abril de 2021 en el Museo de Bellas Artes de Budapest en Hungría, que sirvieron como exteriores para la ficticia National Art Gallery de Londres, y en Szentendre a principios de mayo. A principios de junio, se filmaron escenas nocturnas al aire libre en la plaza Madách en Budapest. Varias ubicaciones exteriores en Budapest sustituían a Londres, particularmente las áreas de Brixton y Soho.
El rodaje también tuvo lugar en Eslovenia, durante una semana en Wadi Rum, Jordania, y concluyó en Budapest y Jordania a principios de octubre, momento en el que la producción se trasladó a Atlanta, Georgia. Se había concluido para el 14 de octubre. Isaac dijo que el rodaje se sintió "hecha a mano", con Diab aportando una autenticidad árabe, como incluir el texto correcto de una oración sobre una tienda. Hawke agradeció al egipcio Diab por liderar la serie, ya que no abordó la serie "con los ojos de un estadounidense", sino como alguien que había crecido en el país. La producción esperaba filmar la serie en Egipto, pero no pudo en parte debido al clima político del país y los problemas de censura; producciones de Hollywood no habían podido filmar en el país durante algún tiempo.
La fotografía adicional se completó a mediados de noviembre, y Diab dijo que se requerían muchas menos regrabaciones para la serie que en otros proyectos de Marvel Studios, ocurriendo durante cuatro días. Él, Isaac y Hawke atribuyeron esto a la gran cantidad de ensayos y discusiones que hicieron antes de filmar cada episodio, incluido el brunch regular de los domingos con el elenco principal y el equipo. Hawke dijo que estas reuniones ayudaron a formar una "imaginación colectiva" para la serie que facilitó el cambio entre los episodios de Diab y los dirigidos por Benson y Moorhead, ya que la "fuerza imaginativa detrás era la misma".

### Posproducción
Abraham se unió a la serie más tarde en el proceso y tuvo varias sesiones de grabación en las que se le animó a proporcionar diferentes tomas e ideas para el material. Se le ocurrieron varias opciones vocales, y finalmente se decidió por la que disfrutaba y era la que mejor encajaba con el personaje. Cedric Nairn-Smith se desempeña como editor de la serie para el primero y sexto episodio, Joan Sobel para los segundo y quinto episodios, y Ahmed Hafez para los tercero y cuarto episodios, mientras que Sean Andrew Faden se desempeña como supervisor de efectos visuales. Los efectos visuales de la serie fueron creados por Framestore, Image Engine, Mammal Studios, Wētā FX y Zoic Studios. Una gran parte de El Cairo fue creada digitalmente por Weta, quien encontró que el complejo de pirámides de Guiza era particularmente difícil de recrear.

### Música
El compositor egipcio Hesham Nazih había escrito música para la serie a principios de marzo de 2022 en su primer gran proyecto en inglés. Él usó una orquesta de 62 músicos y 36 cantantes, que fueron grabados en Synchron Stage Vienna, mientras que se grabaron solistas que tocaban instrumentos populares egipcios como el arghul, mizmar y rebab fueron grabados en El Cairo. Nazih sintió que los instrumentos folclóricos tenían una "presencia y sonoridad prominentes" dentro de la partitura y no funcionaban en contra de la "textura" de la orquesta clásica. Diab se sintió atraído por Nazih para componer la serie porque su la obra "abarca elementos egipcios auténticos de una manera muy contemporánea", y la música ayuda a romper los estereotipos egipcios al revelar algunos de los arte contemporáneo menos conocidos del país a audiencias internacionales; Diab la describió como una "hermosa partitura egipcia, pero internacional en esencia, es universal". Los temas de Nazih para Moon Knight y Harrow "se persiguen entre sí y a veces chocan".
La banda sonora de la serie usó una mezcla de canciones antiguas y nuevas como una forma de mostrar la escena musical de El Cairo, que tiene sensibilidades similares a las de Occidente, sin recurrir a canciones que parecerían de la Edad Media. La canción de crédito final, «Moon Knight» fue lanzada digitalmente por Marvel Music y Hollywood Records como sencillo, el 30 de marzo de 2022, seguido del álbum de la banda sonora de la serie el 27 de abril.

| Moon Knight (Original Soundtrack) |                            |          |  |
| N.º                               | Título                     | Duración |  |
| 1.                                | «Moon Knight»              | 2:10     |  |
| 2.                                | «The Village»              | 1:36     |  |
| 3.                                | «Village Scales»           | 2:13     |  |
| 4.                                | «Phone and Elevator Blues» | 2:09     |  |
| 5.                                | «Chaos Within»             | 3:37     |  |
| 6.                                | «Full Moon Fight»          | 2:13     |  |
| 7.                                | «Storage Locker»           | 2:36     |  |
| 8.                                | «What Suit?»               | 2:48     |  |
| 9.                                | «Moonlight Fight»          | 3:19     |  |
| 10.                               | «Fake Passport»            | 2:33     |  |
| 11.                               | «She Is Here»              | 4:37     |  |
| 12.                               | «The Sky»                  | 2:34     |  |
| 13.                               | «The Boat»                 | 2:05     |  |
| 14.                               | «Takes the Body»           | 3:06     |  |
| 15.                               | «Constellation»            | 4:16     |  |
| 16.                               | «No Suit»                  | 3:29     |  |
| 17.                               | «The Kiss»                 | 1:54     |  |
| 18.                               | «Eye of Horus»             | 1:11     |  |
| 19.                               | «Welcome Travelers»        | 1:42     |  |
| 20.                               | «Weight of Hearts»         | 2:33     |  |
| 21.                               | «The Cave»                 | 2:56     |  |
| 22.                               | «All Your Fault»           | 1:55     |  |
| 23.                               | «Open the Door»            | 1:45     |  |
| 24.                               | «Give Her a Call»          | 3:12     |  |
| 25.                               | «The Inevitable»           | 5:15     |  |
| 26.                               | «Humble Disciple»          | 4:15     |  |
| 27.                               | «Befriending Myself»       | 3:32     |  |
| 28.                               | «Rise and Shine»           | 2:43     |  |
| 29.                               | «We Need More»             | 1:30     |  |
| 30.                               | «New Skillsets»            | 6:08     |  |
| 31.                               | «I'll Never Stop»          | 2:36     |  |
| 32.                               | «Meet My Friend»           | 0:37     |  |
| 33.                               | «Summon the Suit»          | 2:17     |  |

## Marketing
El primer metraje de la serie debutó en Disney+ Day el 12 de noviembre de 2021, Se lanzó un tráiler el 17 de enero de 2022 durante los playoffs de la NFL 2021-22, con James Whitbrook de Gizmodo sintió que el tráiler brindaba "una visión completa y adecuada" del personaje después del breve metraje en Disney+ Day, y sintió que el disfraz era "un fiel, aunque más texturizado, que el clásico traje de cómics". Richard Newby en The Hollywood Reporter señaló que el personaje es en gran parte un misterio para la audiencia en general, sintiendo que el tráiler parecía "disfrutar mantener al menos algo de ese sentido de misterio". Newby creía que la serie sería "uno de los proyectos más oscuros" de Marvel Studios y "ciertamente se perfilaba como una de las propiedades más originales del MCU", lo cual fue repetido por sus colegas Aaron Couch y Borys Kit, quien dijo que el tráiler sugería "algo diferente a cualquier otro programa de Marvel". El acento británico de Isaac para la identidad de Steven Grant recibió respuestas mixtas de los espectadores, y el propio Isaac se burló de ello en un video donde él y Hawke reaccionaron al tráiler. Isaac dijo más tarde que el acento era intencionalmente poco convincente. El tráiler se vio más de 75 millones de veces en 24 horas, lo que fue mejor que los tráileres de otras series de Disney+ de Marvel Studios, excepto el tráiler de The Falcon and the Winter Soldier del Super Bowl LV que tuvo 125 millones de visitas. Además, su participación social de 263,000 menciones fue la más alta de cualquier serie de Marvel de Disney+ para su primer lanzamiento de contenido. Un tráiler adicional se emitió durante el Super Bowl LVI, el 13 de febrero, que siguió manteniendo la serie misteriosa mientras mostraba sus "sensibilidades más oscuras", según Rachel Labonte de Screen Rant. Ben F. Silverio de /Film dijo que las tomas de la capa de Moon Knight "aparecen en forma de luna creciente" y el personaje que agarra sus armas en forma de luna fueron los "más geniales". RelishMix informó que el tráiler tuvo 9.49 millones de visitas en 24 horas en Facebook, Twitter, YouTube e Instagram.
El programa de mercadería "Marvel Must Haves", que revela nuevos juguetes, juegos, libros, ropa, decoración para el hogar y otra mercadería relacionada con cada episodio de Moon Knight después del estreno de un episodio, comenzó para los episodios el 1 de abril de 2022 y concluyó el 5 de mayo de 2022. También en abril, Marvel y National Geographic publicaron un reportaje que explora cómo la serie abordó e investigó todos los la iconografía del Antiguo Egipto para los escenarios y la historia.
Se incluyeron códigos QR en cada episodio, lo que permitió a los espectadores acceder a un cómic digital con Moon Knight. Los cómics lanzados para los episodios primero, segundo, tercero y cuarto fueron Werewolf by Night #32 y #33, Moon Knight #3, y Universe X #6, respectivamente. Cada uno tenía una conexión con un personaje o una referencia visual que apareció en el episodio de esa semana. Para el estreno del final, Disney anunció que el sitio fue visitado más de 1.5 millones de veces, con 500.000 cómics completos leídos. Adam B. Vary de Variety llamó a la iniciativa "una forma inteligente de expandir el conocimiento de los cómics de los espectadores" para el personaje más oscuro de Moon Knight. Curtis explicó que estaba fascinado con el compromiso que la serie animada Bob's Burgers tenía con sus gags en los créditos iniciales y finales y su "hamburguesa de la semana", y creía que la interactividad podría llevarse a Moon Knight para "ayudar a educar a los espectadores sobre la historia del cómic de Moon Knight". Cuando filmaba en la instalación de casilleros de almacenamiento en «Summon the Suit», que ya tenía códigos QR existentes en sus puertas, Curtis se dio cuenta de que esa sería la manera de "incorporar orgánicamente códigos QR en el entorno". Originalmente había pensado en otra idea para el compromiso que Marvel no pudo ejecutar tecnológicamente. El equipo de efectos visuales luego insertó los códigos QR en vivo con CGI en los episodios donde los códigos podían naturalmente, por lo que los códigos no se incluyeron en los episodios tercero, cuarto y sexto (aparte de uno en su escena posterior a los créditos), ya que "sobresaldrían como un truco" en esos entornos. Curtis tenía la esperanza de que el proyecto continuaría para otras películas y series de MCU. Los espectadores que escanearon el código también recibieron un póster digital exclusivo después del final de la serie de la matrícula "SPKTR".

## Estreno

### Streaming
Moon Knight debutó en Disney+, el 30 de marzo de 2022, Consistió de seis episodios, estrenando semanalmente hasta el 4 de mayo. Una proyección especial tuvo lugar el 16 de marzo en Madrid en Cine Capitol, y otra el 17 de marzo en el Museo Británico de Londres. y el 22 de marzo en El Capitan Theatre en Los Ángeles. Forma parte de la Fase Cuatro del UCM.

### Medios domésticos
Moon Knight se lanzó en Ultra HD Blu-ray y Blu-ray por Walt Disney Studios Home Entertainment el 30 de abril de 2024, con empaques de discos (SteelBooks) y tarjetas de arte conceptual. Las funciones adicionales incluyen el reportaje «Egyptology»; escenas eliminadas; un carrete de bloopers; y el especial documental Marvel Studios: Assembled, The Making of Moon Knight.

## Recepción

### Audiencia
Parrot Analytics, que analiza la participación del consumidor en la investigación del consumidor, la transmisión, las descargas y las redes sociales, informó que Moon Knight tuvo el estreno de serie más solicitado en los Estados Unidos en el primer trimestre de 2022. Tuvo 33,4 veces la demanda promedio de todas las demás series en los EE. UU. durante sus primeros 30 días.

### Respuesta crítica
El sitio web del agregador de reseñas, Rotten Tomatoes informó una calificación de aprobación del 86 % con una calificación promedio de 7.65/10, basada en 240 reseñas. El consenso de los críticos del sitio web dice: "Su valor de entretenimiento puede aumentar y disminuir un poco, pero Moon Knight finalmente se instala en un lugar mayormente agradable, y refrescantemente extraño, en el firmamento del MCU". Metacritic, que utiliza un promedio ponderado, asignado una puntuación de 69 sobre 100 basada en 27 críticos, lo que indica "críticas generalmente favorables".
Matt Webb Mitovich en TVLine le dio a la serie los primeros cuatro episodios una "A–", diciendo que "subvierte y quizás supere enormemente cualquier expectativa moderada", disfrutando de la imprevisibilidad que trajo la serie en comparación con otras series de Disney+ de Marvel Studios centradas en personajes establecidos. Mitovich también elogió las imágenes de Moon Knight y la actuación, particularmente la de Isaac. Daniel D'Addario de Variety cree que hubo una "frescura" en Moon Knight que ayudó a superar el sentimiento abrumador que induce parte del UCM, con una serie que sería "atractiva incluso para aquellos fuera del fandom". El elogio fue para la actuación de Isaac y Hawke y para Marvel Studios por expandirse fuera de sus convenciones normales, aunque D'Addario señaló que la serie "se arrastra un poco" a través de la parte media de la historia, mientras recibe "un impulso muy necesario" al final del cuarto episodio. Dando a los primeros cuatro episodios de la serie cuatro de cinco estrellas, James Dyer escribió en su reseña de Empire que Moon Knight fue "un asunto audazmente loco que logra capturar la misma alegría vertiginosa imbuida en Hawkeye y Loki", ofreciendo "algo que se siente genuinamente diferente de cualquier rincón del MCU explorado hasta ahora". Agregó, sin embargo, que "la narrativa más amplia a veces es menos convincente que el peculiar trabajo de los personajes".
Daniel Fienberg fue más crítico con la serie, pensando que la serie fue "más exitosa como un ejercicio de actuación de Oscar Isaac que como un emocionante viaje de superhéroes". Fienberg estaba frustrado por la falta de Moon Knight y la claridad de su conjunto de habilidades y afirmó que la serie "se siente menos pensada como un programa de televisión y más como una explicación de por qué los espectadores querrían ver al personaje eventualmente" unirse a otros personajes del UCM. Apreció las representaciones culturalmente apropiadas de Egipto de Diab. Alan Sepinwall de Rolling Stone le dio a la serie 3 de 5 estrellas , disfrutando de la actuación de Isaac como Grant y Spector, pero sintiendo que había "muy poco por lo que sentirse emocionado" en la serie más allá de eso. Aunque Sepinwall se comprometió más con la conclusión del cuarto episodio, ya que la historia gira "más hacia la oscuridad inherente al personaje", no tenía grandes esperanzas en la conclusión de la serie dado que las series pasadas del UCM de Disney+ fallaron en sus finales y la historia del personaje de "ser más emocionante en teoría que en realidad".
Con la conclusión de la serie, Richard Newby, también de The Hollywood Reporter, creía que la serie se sentía "la más inacabada en términos de completar la configuración de la historia" de cualquiera de las propiedades del MCU y calificó de desconcertante la "falta de sentido de finalización narrativa". Continuó diciendo que a pesar de la incertidumbre de las temporadas adicionales o si Isaac volvería al papel, el episodio final dejó a los espectadores con ganas de más, especialmente con múltiples puntos de la historia que aún se pueden explorar más a fondo, y Newby se preguntó si Moon Knight habría ha sido mejor con más episodios para llegar a una conclusión más satisfactoria y dar más profundidad al personaje y su parte del MCU.

### Reconocimientos
| Premio                                  | Fecha de ceremonia        | Categoría | Receptor(es) | Resultado | Ref(s)  |
| --------------------------------------- | ------------------------- | --- | --- | --------- | ------- |
| MTV Movie & TV Awards                   | 5 de junio de 2022        | Mejor Héroe | Oscar Isaac | Nominado  | [ 160 ] |
| Premios Juventud                        | 21 de julio de 2022       | Actor Favorito | Oscar Isaac | Nominado  | [ 161 ] |
| Hollywood Critics Association TV Awards | 13–14 de agosto de 2022   | Mejor actor en una serie de streaming limitada o antología o película                                              | Oscar Isaac | Nominado  | [ 162 ] |
| Hollywood Critics Association TV Awards | 13–14 de agosto de 2022   | Mejor actor de reparto en una serie de streaming limitada o antología o película                                   | Ethan Hawke | Nominado  | [ 162 ] |
| Hollywood Critics Association TV Awards | 13–14 de agosto de 2022   | Mejor guion en una serie de antología o limitada en streaming                                                      | Jeremy Slater (por «The Goldfish Problem») | Nominado  | [ 162 ] |
| Primetime Creative Arts Emmy Awards     | 3–4 de septiembre de 2022 | Mejor fotografía para una serie o película limitada o de antología                                                 | Gregory Middleton (por «Asylum») | Nominado  | [ 163 ] |
| Primetime Creative Arts Emmy Awards     | 3–4 de septiembre de 2022 | Mejor vestuario en fantasía/ciencia ficción                                                                        | Meghan Kasperlik, Martin Mandeville, Richard Davies, y Wilberth Gonzalez (por «Gods and Monsters») | Nominados | [ 163 ] |
| Primetime Creative Arts Emmy Awards     | 3–4 de septiembre de 2022 | Mejor composición musical en una serie limitada o de antología, película o especial (partitura dramática original) | Hesham Nazih (por «Asylum») | Nominado  | [ 163 ] |
| Primetime Creative Arts Emmy Awards     | 3–4 de septiembre de 2022 | Mejor interpretación de voz en off de personaje                                                                    | F. Murray Abraham (por «The Friendly Type») | Nominado  | [ 163 ] |
| Primetime Creative Arts Emmy Awards     | 3–4 de septiembre de 2022 | Mejor edición de sonido para una serie limitada o de antología, película o especial                                | Bonnie Wild, Mac Smith, Kimberly Patrick, Vanessa Lapato, Matt Hartman, Teresa Eckton, Tim Farrell, Leo Marcil, Joel Raabe, Ian Chase, Anele Onyekwere, Stephanie Lowry, Carl Sealove, Dan O’Connell, y John Cucci (por «Gods and Monsters») | Ganadores | [ 163 ] |
| Primetime Creative Arts Emmy Awards     | 3–4 de septiembre de 2022 | Mejor mezcla de sonido para una serie o película limitada o de antología                                           | Bonnie Wild, Scott R. Lewis, Tamás Csaba, y Scott Michael Smith (por «Gods and Monsters») | Nominados | [ 163 ] |
| Primetime Creative Arts Emmy Awards     | 3–4 de septiembre de 2022 | Mejor coordinación de acrobacias para una serie dramática, una serie limitada o de antología o una película        | Olivier Schneider y Yves Girard | Nominados | [ 163 ] |
| Primetime Creative Arts Emmy Awards     | 3–4 de septiembre de 2022 | Mejor actuación de acrobacias                                                                                      | Daren Nop, Jamel Blissat, Estelle Darnault, y Sara Leal (por «Gods and Monsters») | Nominados | [ 163 ] |
| Premios Saturn                          | 25 de octubre de 2022     | Mejor Serie Limitada (Streaming)                                                                                   | Moon Knight | Nominada  | [ 164 ] |
| Premios Saturn                          | 25 de octubre de 2022     | Mejor Actor en una serie de streaming                                                                              | Oscar Isaac | Ganador   | [ 164 ] |
| Premios Saturn                          | 25 de octubre de 2022     | Mejor actor de reparto en una serie de streaming                                                                   | Ethan Hawke | Nominado  | [ 164 ] |
| People's Choice Awards                  | 6 de diciembre de 2022    | Estrella de televisión masculina de 2022                                                                           | Oscar Isaac | Nominado  | [ 165 ] |
| People's Choice Awards                  | 6 de diciembre de 2022    | Serie de ciencia ficción/fantasía de 2022                                                                          | Moon Knight | Nominada  | [ 165 ] |
| Critics' Choice Super Awards            | 16 de marzo de 2023       | Mejor actor en una serie de superhéroes                                                                            | Oscar Isaac | Nominado  | [ 166 ] |
| Critics' Choice Super Awards            | 16 de marzo de 2023       | Mejor villano de una serie                                                                                         | Ethan Hawke | Nominado  | [ 166 ] |

#### Campaña de los Emmy
Para abril de 2022, Marvel Studios y Disney planearon presentar Moon Knight en las diversas categorías de series limitadas para los Premios Primetime Emmy, junto con Hawkeye. Sin embargo, para el estreno del episodio final en mayo, un tuit promocional para el episodio inicialmente lo llamó "final de serie", antes de ser eliminado y compartido llamándolo "final de temporada", a pesar de no hay indicios de más temporadas. Clayton Davis de Variety señaló que este cambio podría obligar a la Academia de Artes y Ciencias de la Televisión a rechazar a Moon Knight en las categorías de series limitadas dadas sus reglas y el uso de medios sociales y entrevistas anteriores en determinar la elegibilidad, lo que requiere que los estudios presenten la serie en las categorías de drama, junto con Loki. A pesar de esto, Davis señaló que Moon Knight todavía estaba planeado para presentarse en las categorías de series limitadas, lo que finalmente hicieron Disney y Marvel.

## Documental especial
En febrero de 2021 se anunció la serie documental Marvel Studios: Assembled. Los especiales van detrás de escena de la realización de las películas y series de televisión del MCU con miembros del elenco y creativos adicionales. El especial de esta serie, Assembled: The Making of Moon Knight con Isaac, se estrenó en Disney+ el 25 de mayo de 2022. Se incluyó como parte del comunicado de prensa local de la serie el 30 de abril de 2024.

## Futuro
En noviembre de 2019, Feige declaró que después de presentar Moon Knight en la serie, el personaje se trasladará a las películas del UCM. Diab declaró en marzo de 2022 que sentía que el personaje sería parte del UCM durante los próximos 10 años y expresó su esperanza de que Moon Knight finalmente obtuviera su propia película. Isaac no está obligado por contrato a regresar como el personaje en proyectos futuros, y para el final, Diab y Curtis no estaban seguros del futuro del personaje, ya sea en una segunda temporada, una película o como parte de la propiedad de otro personaje. Diab esperaba que una posible segunda temporada pudiera filmarse en Egipto. Isaac estaba abierto a regresar "si había una historia que realmente tuviera sentido", y Calamawy y Hawke también expresaron interés en regresar. En agosto de 2022, Isaac declaró que estaba agradecido por poder explorar el personaje y contar la historia de esta serie sin la carga de estar atado en proyectos futuros, y agregó que había una opción para hacer más pero no era "imperativo". En octubre, Isaac confirmó que había comenzado a tener conversaciones con Marvel Studios para retomar el papel de Moon Knight, ya sea en una segunda temporada u otro proyecto. Isaac estaba preocupado por tener otra historia para el personaje que "valiera la pena contar" e "interesante".